# Cantón de Nantes-9
El cantón de Nantes-9 era una división administrativa francesa, que estaba situada en el departamento de Loira Atlántico y la región de Países del Loira.

## Composición
El cantón estaba formado por una fracción de la comuna que le daba su nombre:
- Nantes (fracción)

## Supresión del cantón de Nantes-9
En aplicación del Decreto n.º 2014-243 de 25 de febrero de 2014, el cantón de Nantes-9 fue suprimido el 22 de marzo de 2015 y su fracción de comuna fue dividido de dos pasando su fracción sur a formar parte del nuevo cantón de Nantes-2, y pasando su fracción norte a formar parte del nuevo cantón de Nantes-7.